# NGC 816
NGC 816 este o galaxie spirală situată în constelația Triunghiul. A fost descoperită în 15 septembrie 1871 de către Édouard Stephan⁠(d).